# استقلال إسكتلندا

حركة الاستقلال الإسكتلندي (بالإنجليزية: Scottish independence، بالاسكتلندية: Scots unthirldom، باللغة الغيلية الاسكتلندية: eismeileachd na h-Alba) حركة سياسية تهدف لجعل اسكتلندا دولة ذات سيادة ومستقلة عن المملكة المتحدة.
كانت اسكتلندا مملكة مستقلة خلال العصور الوسطى عقب انتصارها بحروب الاستقلال ضد إنجلترا. ضُمَّت المملكتان في الاتحاد الشخصي عام 1603 ليصبح الملك الإسكتلندي «جيمس السادس» ملكًا لإنجلترا تحت اسم «جيمس الأول»، واتحدت المملكتان سياسيًا عام 1707. بدأت الحملات السياسية للحكم الذاتي الإسكتلندي في القرن التاسع عشر بهيئة مطالب بالحكم الداخلي ضمن المملكة المتحدة في البداية. وقد أجري استفتاءان بشأن تداول السلطات في المملكة المتحدة في عامي 1979 و 1997، مع إنشاء برلمان اسكتلندي مفوض في 1 يوليو 1999.
أصبح -مبدئيًا- الحزب القومي الإسكتلندي المؤيد للاستقلال هو الحزب الحاكم للبرلمان المفوض في عام 2007، وفاز بالأغلبية المطلقة للمقاعد في الانتخابات البرلمانية الاسكتلندية عام 2011، ما أدى إلى اتفاقية بين الحكومتين الاسكتلندية والبريطانية على إجراء الاستفتاء العام لاستقلال اسكتلندا 2014. سُئل الناخبون: «هل ينبغي لاسكتلندا أن تكون دولة مستقلة؟» أجاب 44.7% من الناخبين بـ «نعم»، بينما أجاب 55.3 % بـ «لا»، مع نسبة إقبال على التصويت غير مسبوقة بلغت 85%. بعد استفتاء بقاء المملكة المتحدة ضمن الاتحاد الأوروبي في يونيو 2016، فوّض البرلمان الإسكتلندي الحكومة الاسكتلندية بتقديم التماس مرسوم الباب 30 لإجراء استفتاء ثانٍ بشأن الاستقلال.

## خلفية تاريخية

### مملكة اسكتلندا
برزت اسكتلندا كدولة مستقلة خلال العصور الوسطى المبكرة، إذ حدّد بعض المؤرخين أساساتها بالعودة حتى عهد كينيث ماك ألبين عام 843. تنازع الملوك الاسكتلنديون وحكام إنجلترا النورمانديون والأنجويون على مستوى استقلال المملكة الاسكتلندية وقدموا التماسًا إلى البابا وحكام أجانب آخرين.
ثمة أسطورة شعبية في الفلكلور الإنجليزي تقترح أن بريطانيا قد تأسست على يد بروتوس الطروادي الذي أورث إنجلترا إلى ابنه الأكبر «لوكرينوس» واسكتلندا إلى ابنه الأصغر «ألباناكتوس»، وقد اعترض عليها الاسكتلنديون وألّفوا أسطورة شعبية خاصة بهم اقترحت أن اسكتلندا تأسست في وقت سابق على يد أمير يوناني يُدعر غويدل غلاس وزوجته سكوتا ابنة الفرعون. وفقا للأسطورة، حملت سكوتا «حجر القدر» من مصر إلى اسكتلندا.
شكّلت أزمة الخلافة التي اندلعت عام 1290 منعطفًا مهمًا في تاريخ المملكة الاسكتلندية إذ ادعى ادوارد الأول ملك إنجلترا حقه بخلافة العرش الإسكتلندي. وقد تم اللجوء حينها للمرة الأولى للتحالف القديم (بالاسكتلندية: The Auld Alliance) بين اسكتلندا وفرنسا ضد المصالح الإنجليزية الذي استمر بنشاطه حتى أوائل القرن السادس عشر. انتهت حروب الاستقلال الاسكتلندية بنشوء مملكة متجددة تحت حكم روبرت الأول (تُوِّج عام 1306) ليصبح حفيده «روبرت الثاني ملك اسكتلندا» أول ملك اسكتلندي من بيت ستيوارت. 

### الاتحاد
منذ عام 1603، حكم اسكتلندا وإنجلترا الملك ذاته في إطار اتحاد شخصي بعدما أُعِلن جيمس السادس ملكًا على إنجلترا وأيرلندا في ما كان يعرف باسم اتحاد التيجان. بعد الإطاحة بجيمس السابع ملك اسكتلندا (جيمس الثاني ملك إنجلترا) في عام 1688 وسط نزاعات كاثوليكية وبروتستانتية، ومع ظهور أمارات الفشل لدى سلالة ستيوارت البروتستانتية (كما حدث بالفعل في عام 1714)، ظهرت تخوفات إنجليزية من احتمالية اختيار اسكتلندا ملكًا مختلفًا وربما التسبب في اندلاع صراع داخل بريطانيا العظمى وإفلاس العديد من النبلاء الاسكتلنديين من خلال مشروع دارين، هذا كله قاد إلى اتحاد رسمي بين المملكتين عام 1707 مع توقيع معاهدة الاتحاد التي تلاها قانونا الاتحاد، لتشكيل مملكة بريطانيا العظمى. واستمرت مقاومة حركة اليعاقبة الاسكتلندية للاتحاد، بقيادة أحفاد جيمس السابع/الثاني، بما في ذلك تشارلز إدوارد ستيوارت  حتى عام 1746.
تشكلت المملكة المتحدة لبريطانيا العظمى وأيرلندا بموجب قوانين الاتحاد لعام 1800 التي وحدت مملكة بريطانيا العظمى مع مملكة أيرلندا. غادرت مقاطعات أيرلندا الجنوبية الستة والعشرون الاتحاد عام 1922 الذي أصبح يعرف باسم المملكة المتحدة لبريطانيا العظمى وأيرلندا الشمالية.

### حركة الحكم الداخلي
تطرقت الرابطة الوطنية لصون الحقوق الاسكتلندية إلى حركة «الحكم الداخلي» لتشكيل جمعية اسكتلندية لأول مرة في عام 1853، وتعتبر الرابطة هيئة قريبة من حزب المحافظين. كانت المقارنة مع أيرلندا من العناصر الرئيسية في هذه الحركة. وسعت الحركة الأصلية من قاعدتها السياسية وسرعان ما بدأت بتلقي دعم الحزب الليبرالي. في عام 1885، أُعيد تشكيل منصب وزير خارجية اسكتلندا والمكتب الإسكتلندي  بهدف تعزيز مصالح اسكتلندا والتعبير عن شواغلها للبرلمان البريطاني. لكن في عام 1886، قدم رئيس الوزراء الليبرالي وليام إيوارت غلادستون مشروع قانون الحكم الداخلي الأيرلندي. عندما قارن العديد من الاسكتلنديين ما كان لديهم مع العرض الأيرلندي للحكم الداخلي، وجدوا أن الوضع الراهن غير كافٍ. لكنه لم يُنظر إليه على أنه أولوية دستورية فورية، خاصة بعد فشل مشروع قانون الحكم الداخلي الأيرلندي في مجلس عموم المملكة المتحدة.
قبيل الحرب العالمية الأولى مباشرة، أيدت الحكومة الليبرالية بقيادة هربرت أسكويث مفهوم «الحكم الداخلي من جميع النواحي»، والذي بموجبه يتبع الحكم الإسكتلندي الداخلي للحكم الأيرلندي الداخلي المقترح في قانون حكومة أيرلندا لعام 1914. يعتقد أسكويث بوجود ظلم جائر بحقيقة أن العناصر المكونة للمملكة المتحدة يمكن أن تجتمع للعمل معًا لتحقيق أهداف مشتركة، لكن هذه العناصر لم تتمكن من التعامل مع المسائل الداخلية التي لم تتطلب الموافقة في جميع أنحاء المملكة المتحدة. ولم يكن هذا فلسفة قومية، إنما أسكويث كان يتصرف إيمانًا بأن الفيدرالية كانت «الأساس الحقيقي للاتحاد» وأن مركزية السلطة في ويستمنستر كانت «أسوأ الأخطاء السياسية». جرى تقديم مشروع قانون الحكم الداخلي الإسكتلندي لأول مرة إلى البرلمان في عام 1913، ولكن التقدم الذي أحرزه سرعان ما انتهى مع تركيز البرلمان على إجراءات الطوارئ التي استلزمتها الحرب العالمية الأولى.
على عكس أيرلندا التي تمردت في ثورة عيد الفصح وخاضت حرب الاستقلال، لم تقاوم اسكتلندا الحكم المركزي. ومع ذلك استمرت المطالبة المُلحة بالحكم الداخلي الإسكتلندي. نُقِل المكتب الإسكتلندي إلى منزل سانت أندرو في إدنبرة خلال ثلاثينيات القرن العشرين. جاء العهد الإسكتلندي كالتماس إلى حكومة المملكة المتحدة مطالبًا بالحكم الداخلي إذ اقتُرح للمرة الأولى في عام 1930 من قبل جون ماكورميك وكُتِب بشكل رسمي في عام 1949. «وقع في نهاية المطاف مليونا شخص» على الالتماس (سُجل عدد سكان اسكتلندا 5,100,000  حسب الإحصاء الرسمي لعام 1951 في المملكة المتحدة). تجاهلت الأحزاب السياسية الرئيسية العهد، وفي عام 1950 أُزيل أيضًا حجر القدر من كنيسة وستمنستر من قبل مجموعة من الطلاب القوميين الاسكتلنديين.
لم تدخل مسألة الاستقلال الكامل أو الحكم الداخلي الأقل إثارة للجدل من جديد في التيار السياسي الرئيسي حتى عام 1960 عقب خطاب «رياح التغيير» الشهير الذي ألقاه رئيس الوزراء المحافظ هارولد ماكميلان. ومثّل هذا الخطاب بداية إنهاء سريع للاستعمار في أفريقيا ونهاية الإمبراطورية البريطانية. كانت المملكة المتحدة قد تعرضت مسبقًا للإذلال الدولي في العدوان الثلاثي (أزمة السويس) عام 1956 الذي أظهر أنها لم تعد القوة العظمى التي كانت عليها قبل الحرب العالمية الثانية. بالنسبة للكثيرين في اسكتلندا ساعد هذا الأمر على تقويض أحد أهم أسباب وجود المملكة المتحدة، ووسم نهاية الإمبريالية الشعبية والوحدة الإمبراطورية التي وحدت الحزب الوحدوي الإسكتلندي البارز آنذاك. في وقت لاحق، عانى الحزب الوحدوي من انخفاض مطرد في التأييد.

### استفتاء الاستقلال 2014
في بيانه لانتخابات البرلمان الإسكتلندي لعام 2007، تعهد الحزب الوطني الإسكتلندي بإجراء استفتاء على الاستقلال بحلول عام 2010. بعد الفوز في الانتخابات، نشرت الحكومة الاسكتلندية التي يسيطر عليها الحزب الوطني الإسكتلندي ورقة بيضاء بعنوان «اختيار مستقبل اسكتلندا»، والتي حددت الخيارات لمستقبل اسكتلندا، بما في ذلك الاستقلال. عارض حزب العمال الإسكتلندي والمحافظون الاسكتلنديون والديمقراطيون الليبراليون الاسكتلنديون استفتاء عرض الاستقلال كخيار. كما هاجم رئيس الوزراء جوردون براون علانية خيار الاستقلال. وبدلاً من ذلك، شكلت الأحزاب الرئيسية الثلاثة المعارضة للاستقلال لجنة حول تفويض السلطة الاسكتلندية، برئاسة كينيث كالمان. راجع هذا التفويض ونظر في جميع الخيارات الدستورية بصرف النظر عن الاستقلال. في أغسطس 2009، أعلنت الحكومة الاسكتلندية أن مشروع قانون الاستفتاء الذي سيوضح بالتفصيل مسألة وإجراء استفتاء محتمل بشأن مسألة الاستقلال، سيكون جزءًا من برنامجها التشريعي للفترة 2009-2010. لم يكن من المتوقع تمرير مشروع القانون، بسبب وضع الحزب الوطني الإسكتلندي كحكومة أقلية ومعارضة جميع الأحزاب الرئيسية الأخرى في البرلمان. في سبتمبر 2010، أعلنت الحكومة الاسكتلندية أنه لن يتم إجراء استفتاء قبل انتخابات البرلمان الإسكتلندي 2011.
فاز الحزب الوطني الإسكتلندي بأغلبية إجمالية في البرلمان الإسكتلندي في انتخابات 2011 الاسكتلندية. أعرب الوزير الأول أليكس ساموند عن رغبته في إجراء استفتاء «في النصف الثاني من البرلمان» على أن يتم إجراؤه في 2014 أو 2015. في يناير 2012، عرضت حكومة المملكة المتحدة منح البرلمان الاسكتلندي الصلاحيات المحددة لإجراء الاستفتاء، بشرط أن يكون «عادلاً وقانونياً وحاسماً». استمرت المفاوضات بين الحكومتين حتى أكتوبر 2012، عندما تم التوصل إلى اتفاق إدنبرة. تم تمرير قانون استفتاء الاستقلال الإسكتلندي (الامتياز) لعام 2013 من قبل البرلمان الإسكتلندي في 27 يونيو 2013 وحصل على الموافقة الملكية في 7 أغسطس 2013. في 15 نوفمبر 2013، نشرت الحكومة الاسكتلندية ورقة مستقبل اسكتلندا، ورقة بيضاء من 670 صفحة توضح قضية الاستقلال والوسائل التي يمكن من خلالها أن تصبح اسكتلندا دولة مستقلة.

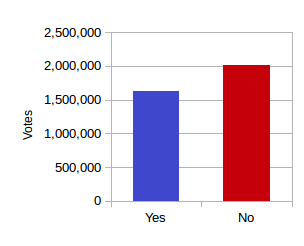
نتائج الإستفتاء

بعد فترة طويلة من المفاوضات، تم ترتيب مناظرة عامة بين ساموند وأليستير دارلينغ. في صباح اليوم السابق للمناظرة المتلفزة، تم التوقيع على بيان مشترك، تعهد بسلطات تفويض أكبر لاسكتلندا في حالة التصويت بـ «لا»، من قبل رئيس الوزراء ديفيد كاميرون، نائب رئيس الوزراء نيك كلغ، وزعيم المعارضة إد ميليباند.
أعلن موقع هيئة الإذاعة البريطانية عن النتيجة النهائية للاستفتاء في الساعة 06:24 يوم 19 سبتمبر 2014: ساد التصويت بـ «لا» بنسبة 55٪ (2,001,926) من الأصوات من إجمالي إقبال الناخبين البالغ 84.5٪. صرحت ماري بيتكيثلي، كبيرة مسؤولي العد، قائلةً: «من الواضح أن غالبية الأشخاص الذين صوتوا لا لسؤال الاستفتاء». حصل التصويت بـ «نعم» على دعم بنسبة 45٪ (1,617,989) - وكان إجمالي الفوز المطلوب 1,852,828. تم تجميع النتائج من 32 منطقة مجلس، مع دعم غلاسكو للاستقلال - التصويت 53.5٪ «نعم» مقابل 46.5٪ «لا» (كانت نسبة المشاركة 75٪) - وصوتت إدنبرة ضد الاستقلال بنسبة 61٪ إلى 39٪ (نسبة المشاركة في كانت المساحة 84٪). صرح دارلنغ في خطابه الذي أعقب النتيجة، «تحدث الصمت»، بينما صرح ساموند، «أقبل حكم الشعب، وأدعو اسكتلندا بأكملها إلى أن تحذو حذوها في قبول الحكم الديمقراطي».

### الانسحاب البريطاني من الاتحاد الأوروبي
اقترحت الشخصيات القيادية الداعمة لاستقلال اسكتلندا أنه بعد تصويت المملكة المتحدة على مغادرة الاتحاد الأوروبي بينما صوتت اسكتلندا للبقاء في الاتحاد الأوروبي، أنه يجب التعجيل بإجراء استفتاء ثان على الاستقلال الإسكتلندي. في تصويت خروج بريطانيا من الاتحاد الأوروبي في 23 يونيو 2016، صوت 62٪ من الناخبين الاسكتلنديين للبقاء (38٪ من الناخبين صوتوا لمغادرة الاتحاد الأوروبي). قالت وزيرة اسكتلندا الأولى نيكولا ستارجون إنها كانت تبحث في جميع الخيارات «لتأمين مكاننا في الاتحاد الأوروبي»، وأن الاستفتاء الثاني كان «مرجحًا للغاية». قال متحدث باسم رئيسة الوزراء البريطانية تيريزا ماي إن «رئيس الوزراء والحكومة لا يعتقدان أن هناك تفويضًا لـ [استفتاء ثان]. كان هناك واحد فقط قبل عامين. كان هناك إقبال كبير للغاية وكان هناك نتيجة مدوية لصالح بقاء اسكتلندا في المملكة المتحدة».
بعد الانتخابات العامة في المملكة المتحدة 2019، والتي شهدت فوز الحزب الوطني الإسكتلندي بـ 48 مقعدًا من أصل 59 مقعدًا، طلبت ستارجن من بوريس جونسون موافقته على إجراء استفتاء آخر. رفض جونسون طلبها، قائلاً إن ستارجون وسلفها (أليكس ساموند) قد وعدا بأن يكون استفتاء 2014 تصويتًا «مرة واحدة في كل جيل».
في ظل نظام بوريس جونسون، سعت حكومة المملكة المتحدة من خلال قانون السوق الداخلية للمملكة المتحدة لعام 2020 لتقييد الاختصاص التشريعي العملي للبرلمان الإسكتلندي. يقوض التشريع قدرة المجلس التشريعي الإسكتلندي على اتخاذ خيارات اقتصادية أو اجتماعية مختلفة عن تلك الموجودة في وستمنستر. في مقال افتتاحي في يناير 2021 بشأن الدعم المتزايد للاستقلال وإمكانية تفكيك الاتحاد، أشارت صحيفة فاينانشيال تايمز إلى أن قانون السوق الداخلية قد يعمل على تعزيز قضية الاستقلال:
| استقلال إسكتلندا | ومن الأمثلة على ما لا يجب فعله قانون السوق الداخلية للحكومة، والذي استعادت لندن بموجبه السيطرة على الأموال الهيكلية التي سبق أن صرفها الاتحاد الأوروبي. | استقلال إسكتلندا |

عكست الحكومة الاسكتلندية هذا الرأي في تقرير نُشر في مارس 2021، والذي ذكر أن القانون «يقوض بشكل جذري السلطات والمساءلة الديمقراطية للبرلمان الإسكتلندي».

### الانتخابات الاسكتلندية 2021
في يناير 2021، قال نيكولا ستارجن أنه سيتم إجراء استفتاء آخر إذا فازت الأحزاب المؤيدة للاستقلال بأغلبية المقاعد في انتخابات البرلمان الإسكتلندي 2021. انتقدت أحزاب المعارضة الحزب الوطني الاسكتلندي، مشيرة إلى أنها تضع الاستقلال قبل جائحة فيروس كورونا. على الرغم من أن الحزب الوطني الإسكتلندي فشل في الفوز بمقعد واحد، إلا أن المقاعد الثمانية التي فاز بها حزب الخضر الإسكتلندي تعني أن الأحزاب المؤيدة للاستقلال قد فازت بأغلبية المقاعد في الانتخابات. بعد الانتخابات، قال ممثلو الحزب الوطني الإسكتلندي والمحافظين أن الاستفتاء لن يحدث أثناء جائحة فيروس كورونا.

## وصلات خارجية
- مقال بعنان انفصال اسكتلندا جريدة الاتحاد الإمارات 17\9\2014 وجهات نظر
- إعادة توحيد المملكة المتحدة مقالة موقع بروجيكت سيندكت بتاريخ 20\9\2014